# Tregaron

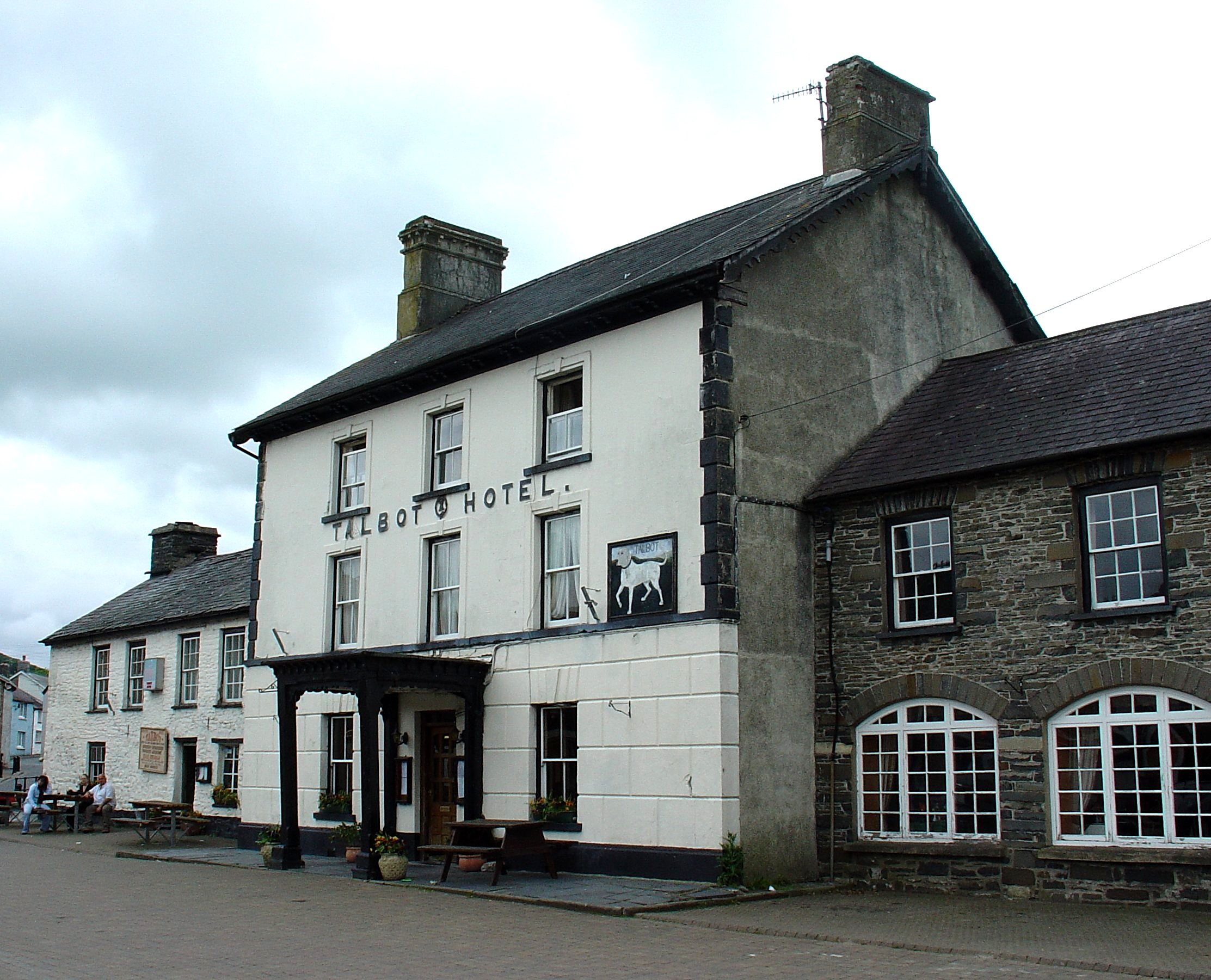

Tregaron este un vechi târg din Ceredigion, Țara Galilor.

## Persoane notabile
- Ogwyn Davies (1925–2015), artist